# 2channel
2channel (яп. 2ちゃんねる, ni channeru), також відомий 2ch, Channel 2, а іноді й ретроспективно як 2ch.net, був анонімним японським текстбордом заснована в 1999 році Хіроюкі Нісімура. Описаний у 2007 році як «найпопулярніша онлайн-спільнота Японії», сайт мав рівень впливу, який можна порівняти з традиційними засобами масової інформації, такими як телебачення, радіо та журнали. У той час річний дохід сайту становив близько ¥100 мільйонів (приблизно 1 мільйон доларів США)., і був найбільшим у своєму роді у світі, його відвідало близько десяти мільйонів і 2,5 мільйона публікацій на день.
Сайт розміщував і реєстрував домен Джим Воткінс із Сан-Франциско, Каліфорнія. У 2009 році право власності на сайт було передано сінгапурській Packet Monster Inc., контроль над якою залишився Нісімура. У лютому 2014 року Воткінс захопив домен 2ch.net, отримавши повний контроль над вебсайтом і взявши на себе роль адміністратора сайту. Це призвело до появи двох текстових панелей, які вважаються законними 2channel: 2ch.sc,, що належить Нісімурі через Packet Monster Inc., і 5channel (яп. 5ちゃんねる, go channeru, domain 5ch.net), створений у 2017 році шляхом перенаправлення з початкового домену та належить Воткінсу через філіппінську компанію Loki Technology Inc.
2channel та його наступники викликають більше суперечок, ніж інші соціальні медіа в Японії; вони надзвичайно популярні серед крайніх правих японців, відомих як нетто-уйоку, які публікують ксенофобські коментарі, часто спрямовані проти корейців. Особливе занепокоєння викликає наклеп; до серпня 2008 року Нісімура отримав понад сто позовів за наклепницькі коментарі, залишені на вебсайті. Оголошення про злочини також привернули увагу до 2channel та його наступників. У 2012 році столична поліція Токіо звинуватила 2channel у дозволі на використання своєї платформи торговцями амфетаміном, хоча жодних звинувачень не висунуто.
У вересні 2007 року середня оцінка 2channel перевищувала 2,4 мільйонів дописів на день. Станом на липень 2020 року 5channel мав 1031 дошку, яка отримала приблизно 2,7 мільйонів дописів на день у вихідні без зростання з березня 2016 року. Тим часом у 2ch.sc тоді було 826 дощок, які щодня отримували близько 5700 публікацій.

## Історія

### Попередники
Текстборди, такі як 2channel, походять із двох попередніх технологій: дошки оголошень за телефонним зв'язком, відомі в Японії як масові дошки оголошень (яп. 草の根BBS) та Usenet. 2channel має двох попередників: Ayashii World, створений у 1996 році Сібою Масаюкі, та Amezou (あめぞう), створений у 1997 році. Ayashii World була першою великою анонімною вебдошкою оголошень у Японії, тоді як Amezou започаткував більш звичну концепцію «текстової панелі», де теми відображаються в хронологічному порядку, а нові коментарі переміщують старі теми угору, а не в розгалуженому дереві. Ayashii World закрився в 1998 році, що змусило більшість його колишніх користувачів перейти до Amezou. Нісімура рекламував 2channel у дописі на Amezou у травні 1999 року, називаючи його «другим каналом Amezou». З червня Amezou все більше не справлявся з навантаженням на свої сервери,:260 поки його власник не закрив його після того, як на ньому були опубліковані погрози проти анонімного власника Амезу, які містили його докс.:260

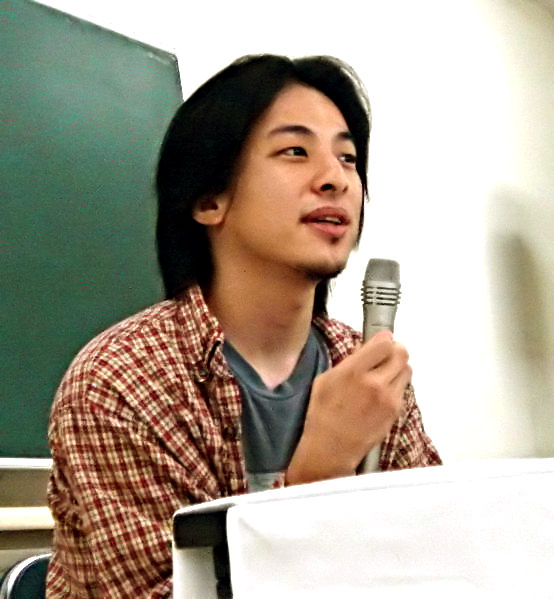
Хіроюкі Нісімура заснував 2channel у 1999 році, коли був студентом в Арканзасі.

#### Родовід
|        |        |        |        |        |        |  |  | Usenet                           |                   |                   |                   |                   |                   |  |  |                        |                        |                        |                        |                        |                        |                          |  |                         |                         |                         |                         |                         |                         |
|        |        |        |        |        |        |  |  |                                  |                   |                   |                   |                   |                   |  |  |                        |                        |                        |                        |                        |                        |                          |  |                         |                         |                         |                         |                         |                         |
|        |        |        |        |        |        |  |  |                                  |                   |                   |                   |                   |                   |  |  |                        |                        |                        |                        |                        |                        |                          |  |                         |                         |                         |                         |                         |                         |
|        |        |        |        |        |        |  |  | Різні "корені трави" BBS         |                   |                   |                   |                   |                   |  |  |                        |                        |                        |                        |                        |                        |                          |  |                         |                         |                         |                         |                         |                         |
|        |        |        |        |        |        |  |  |                                  |                   |                   |                   |                   |                   |  |  |                        |                        |                        |                        |                        |                        |                          |  |                         |                         |                         |                         |                         |                         |
|        |        |        |        |        |        |  |  | Ayashii World (あやしいわーるど) |                   |                   |                   |                   |                   |  |  |                        |                        |                        |                        |                        |                        |                          |  |                         |                         |                         |                         |                         |                         |
|        |        |        |        |        |        |  |  |                                  |                   |                   |                   |                   |                   |  |  |                        |                        |                        |                        |                        |                        |                          |  |                         |                         |                         |                         |                         |                         |
|        |        |        |        |        |        |  |  |                                  |                   |                   |                   |                   |                   |  |  |                        |                        |                        |                        |                        |                        |                          |  |                         |                         |                         |                         |                         |                         |
| 1ch.tv | 1ch.tv | 1ch.tv | 1ch.tv | 1ch.tv | 1ch.tv |  |  | Amezou (あめぞう)                | Amezou (あめぞう) | Amezou (あめぞう) | Amezou (あめぞう) | Amezou (あめぞう) | Amezou (あめぞう) |  |  | 2channel               | 2channel               | 2channel               | 2channel               | 2channel               | 2channel               |                          |  |                         |                         |                         |                         |                         |                         |
| 1ch.tv | 1ch.tv | 1ch.tv | 1ch.tv | 1ch.tv | 1ch.tv |  |  | Amezou (あめぞう)                | Amezou (あめぞう) | Amezou (あめぞう) | Amezou (あめぞう) | Amezou (あめぞう) | Amezou (あめぞう) |  |  | 2channel               | 2channel               | 2channel               | 2channel               | 2channel               | 2channel               |                          |  |                         |                         |                         |                         |                         |                         |
|        |        |        |        |        |        |  |  |                                  |                   |                   |                   |                   |                   |  |  |                        |                        |                        |                        |                        |                        |                          |  |                         |                         |                         |                         |                         |                         |
|        |        |        |        |        |        |  |  |                                  |                   |                   |                   |                   |                   |  |  |                        |                        |                        |                        |                        |                        | BBSPINK (PINKちゃんねる) |  |                         |                         |                         |                         |                         |                         |
|        |        |        |        |        |        |  |  |                                  |                   |                   |                   |                   |                   |  |  |                        |                        |                        |                        |                        |                        |                          |  |                         |                         |                         |                         |                         |                         |
|        |        |        |        |        |        |  |  |                                  |                   |                   |                   |                   |                   |  |  |                        |                        |                        |                        |                        |                        |                          |  |                         |                         |                         |                         |                         |                         |
| 2ch.sc | 2ch.sc | 2ch.sc | 2ch.sc | 2ch.sc | 2ch.sc |  |  | 5channel                         | 5channel          | 5channel          | 5channel          | 5channel          | 5channel          |  |  | Futaba Channel (2chan) | Futaba Channel (2chan) | Futaba Channel (2chan) | Futaba Channel (2chan) | Futaba Channel (2chan) | Futaba Channel (2chan) |                          |  | Іміджборди поза Японією | Іміджборди поза Японією | Іміджборди поза Японією | Іміджборди поза Японією | Іміджборди поза Японією | Іміджборди поза Японією |
| 2ch.sc | 2ch.sc | 2ch.sc | 2ch.sc | 2ch.sc | 2ch.sc |  |  | 5channel                         | 5channel          | 5channel          | 5channel          | 5channel          | 5channel          |  |  | Futaba Channel (2chan) | Futaba Channel (2chan) | Futaba Channel (2chan) | Futaba Channel (2chan) | Futaba Channel (2chan) | Futaba Channel (2chan) |                          |  | Іміджборди поза Японією | Іміджборди поза Японією | Іміджборди поза Японією | Іміджборди поза Японією | Іміджборди поза Японією | Іміджборди поза Японією |

### Рання історія
2channel був заснований 30 травня 1999 року у квартирі коледжу в Конвеї, штат Арканзас, на кампусі Університету Центрального Арканзасу Хіроюкі Нісімурою. Успіх прийшов швидко; багато користувачів Amezou почали використовувати його, як тільки він відкрився. У порівнянні з іншими дошками оголошень, технологія 2channel мало чим відрізняється. Його успіх призвів до того, що він був «виходом для вільного самовираження»; завдяки розміщенню в Сполучених Штатах 2channel зміг обійти більш обмежувальні правила японської цензури, залишаючись доступним із Японії. Сайт також мав більший імунітет від судових позовів у Японії через розташування його серверів. До 2002 року Google заявив, що слово, яке найчастіше шукали в Японії, було «2channel». До 2004 року 2channel вже був найбільшим інтернет-форумом Японії.
Назва «2channel» є посиланням на УКХ канал 2, налаштування за замовчуванням для радіочастотних модуляторів, які використовуються в ігрових консолях попередніх поколінь (таких як сімейний комп'ютер Nintendo) під час підключення до японських телевізорів. Там, де Amezou спочатку мав бути «канал один», 2channel мав бути «канал другий».:266 Культовий логотип сайту jar є посиланням на неприйнятні зауваження, які деякі колишні користувачі Ayashii World зробили про 2channel на початку історії сайту, порівнюючи його з плювальницею (痰壷).:271 Нісімура взяв це прізвисько та прийняв його як логотип сайту до 2002 року.
Джим Воткінс, колишній унтерофіцер армії США (сержант першого класу), реєстратор доменних імен і спеціалізований постачальник послуг хостингу, розміщував 2channel принаймні з 2004 року через різні фірмові стилі, зокрема Big-server.com Inc., Pacific Internet Exchange LLC і NT Technology Inc. До 2channel компанія Воткінса в основному спеціалізувалась на використанні серверів і доменів у Сполучених Штатах для надання порнографічного вмісту без цензури користувачам у Японії.

### Передача власності та державний контроль
2 січня 2009 року Нісімура заявив, що передав право власності на 2channel компанії Packet Monster Inc., що базується в Чайнатауні, Сінгапур, і більше не бере участі в управлінні сайтом. Однак 20 грудня 2012 року Нісімура все одно був звинувачений у порушенні японських законів про контроль над наркотиками. У рамках своєї справи Департамент столичної поліції Токіо (MPD) стверджував, що Нісімура продовжував брати участь в операціях 2channel, стверджуючи, що Packet Monster Inc. є підставною компанією (ペーパーカンパニー). Основна суть скарги полягала в тому, що Нісімура нібито не видаляв пости про те, щоб купити незаконний амфетамін в інших користувачів 2channel онлайн; Центр гарячої лінії Інтернету, агентство MPD, стверджувало, що у 2011 році 97 % із 5223 запитів на видалення не завершилися видаленням. 19 березня 2013 року прокуратура вирішила не порушувати справу.
У серпні 2013 року Токійське регіональне податкове бюро оголосило під час податкової перевірки, що Нісімура не задекларував дохід від вебсайту на суму ¥100 million єн, який мав бути оподаткований між 2009 і 2012 роками, коли він отримав фінансову вигоду від Packet Monster Inc. Нісімура врегулював справу, сплативши заборгований податок у ¥30 million.

### Витік особистої інформації
У серпні 2013 року хакер під псевдонімом sassy ecchi Витік даних з 2channel  отримав особисті дані (включно з іменами, адресами та номерами телефонів) і номери кредитних карток тисяч користувачів 2channel, які користувалися платними послугами 2channel, у відкритому доступі, викриваючи анонімні профілі різного високого рівня. таких персонажів, як політики та письменники, включно з адвокатом, залученим у справи 2channel, Такасіро Карасава (唐澤貴洋), та співробітник АКБ48. Більш ніж 74 000 користувачів отримали особисту інформацію в результаті витоку.
Платна служба, пов'язана з витоком, була відома як „2channel viewer“ (2ちゃんねるビューア), або maru . Його перевагою було те, що він дозволяв користувачам читати старі теми; якщо ланцюжок на 2channel отримав 1000 дописів, він стане частиною kako rogu шляхом процесу „пропуску .dat“ (dat落ち) таких потоків, після чого потік більше не був вільно доступним. 2channel стягував ¥3,600 на рік за послугу, яка зазвичай оплачувалася кредитною карткою; журнали цих платежів були джерелом витоку даних.
Під час витоку Воткінс вибачився від імені NT Technology, Inc., заявивши, що став жертвою „кібератаки“ і що „деякі дані [моїх] клієнтів були скомпрометовані“.

### Вилучення та поділ домену
19 лютого 2014 року Джим Воткінс, як голова NT Technology, Inc., реєстратора доменів 2channel, конфіскував домен 2channel. Він взяв повний контроль над вебсайтом, звільнив Нісімуру від повноважень і взяв на себе роль адміністратора вебсайту. Воткінс зробив kako rogu безкоштовним для всіх користувачів незабаром після того, як отримав контроль.
Воткінс стверджував, що Нісімура не сплатив йому заборговані гроші, що призвело до конфіскації як способу покриття боргів Нісімури, тоді як Нісімура стверджував, що він фактично сплатив усю заборгованість і що передача домену була незаконним викраденням. У відповідь Нісімура створив власний клон 2channel на 2ch.sc, збирання вмісту всього веб-сайту 2channel і оновлення 2ch.sc, коли на 2ch.net з'являються нові дописи. Під час сесії запитань і відповідей на 4chan незабаром після того, як він став власником сайту, Нісімура заявив, що 2channel викрав Воткінс.
Нісімура намагався повернути домен як через Єдину політику вирішення спорів щодо доменних імен ВОІВ, так і через японську судову систему. Через Патентне відомство Японії Нісімура володіє торговою маркою „2channel“, хоча ВОІВ відмовилася втрутитися від його імені через це, запропонувавши сторонам звернутися до суду, оскільки це, на її думку, не було справою „кіберсквотинг“, а скоріше „діловий спір“.
Рон Воткінс, син Джима, у 2016 році зареєстрував торгову марку „5channel“ в Японії. 1 жовтня 2017 року 2ch.net почав переспрямовувати на 5ch.net, домен, що належить Loki Technology, Inc. Головою правління Loki Technology Inc. також є Джим Воткінс; його дружина, Лізіель, є скарбником і мажоритарним акціонером. Згідно з прес-релізом, назву було змінено на 5channel, щоб уникнути потенційних юридичних проблем через право власності Нісімури на торгову марку „2channel“.

## Культура

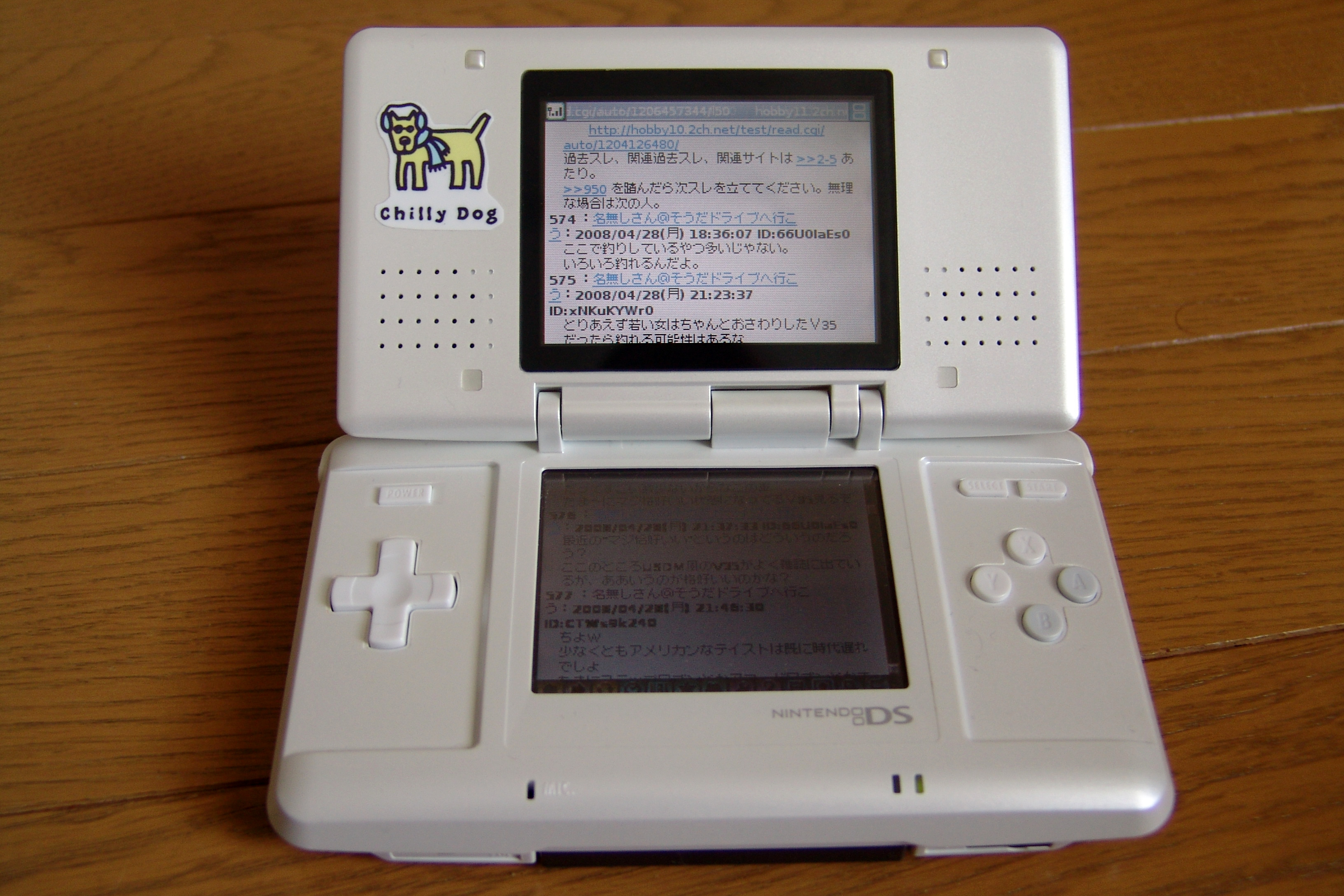
Nintendo DS переглядає тему автомобільної дошки 2channel, як вона з'явилася у 2008 році через браузер Nintendo DS

Завдяки великій кількості плат типи інформації, якою обмінюється 2channel, дуже різноманітні. Існують дошки на такі різноманітні теми, як спорт, секс, плітки про знаменитостей, комп'ютерне програмування та триваючі землетруси; навіть деякі академічні дослідження почалися на 2channel.

### Анонімне розміщення
Однією з найвідмітніших особливостей 2channel є використання анонімних публікацій. Нісімура так пояснив свої причини, чому віддає перевагу анонімності в Інтернеті, а не Japan Media Review USC Annenberg:
Якщо до користувача прикріплено ідентифікатор користувача, обговорення перетворюється на гру критики. З іншого боку, за анонімної системи, навіть якщо вашу думку/інформацію критикують, ви не знаєте, на кого засмучуватися. Крім того, з ідентифікатором користувача ті, хто бере участь на сайті упродовж тривалого часу, як правило, мають авторитет, і користувачеві стає важко з ними не погодитися. В абсолютно анонімній системі ви можете сказати: „це нудно“, якщо це насправді нудно. Вся інформація обробляється однаково; спрацює тільки точний аргумент.
Однак часто критикують анонімні текстові панелі, як-от 2channel, особливо Кадзухіко Нісі, що їх анонімна природа робить їх просто „туалетними графіті“ (便所の落書き). Анонімність 2channel є відмінністю від більшості англомовних інтернет-форумів, які вимагають певної форми реєстрації, зазвичай у поєднанні з підтвердженням електронної пошти для подальшої ідентифікації особи; його анонімність частково надихнула на створення 4chan. На 2channel поле імені є, але воно використовується зрідка. :PT26 Однак, оскільки відкритим проксі-серверам, таким як мережа Tor, заборонено публікувати на 2channel, адміністратори мають певну можливість допомогти правоохоронним органам викрити користувачів, якщо це необхідно.

### Дохід
Хоча 2channel і його наступники комерційні, 2channel модерували волонтери. 2channel спирався на рекламу „невідомих“ компаній. У 2007 році її річний дохід склав близько ¥100 мільйонів. У період із 2009 по 2012 рік ¥200 million єн прибутку від реклами було перераховано сінгапурській підставній компанії Нісімури.
Ще у 2004 році такі компанії, як Dentsu, збирали дані вебсайтів для своїх клієнтів, інформуючи їх про те, як їх зображують користувачі 2channel; до 2006 року 75 % контенту, який Dentsu аналізувала від імені своїх клієнтів, було розміщено на 2channel.
2channel також отримував дохід від підписки на такі послуги, як вищезгаданий maru. Зі свого боку, 5channel має послугу підписки ""преміум Ронін" (яп. プレミアム浪人), яка дозволяє людям за межами Японії розміщувати на ньому публікації; цей сервіс також приховує рекламу від своїх передплатників.

#### Матоме
Історично 2channel дозволяв будь-кому використовувати його дані, надаючи їх у форматі, який легко аналізувати; це полегшило створення сторонніх «виділених браузерів» (専用ブラウザ, sen'yō burauza) для розміщення та використання 2channel. Відкритість даних сприяла поширенню matome saito та afi burogu, які узагальнюють теми 2channel і намагаються зібрати те, що вони вважають «найкращим» 2channel. У 2007 році через зростаюче невдоволення такими сайтами Нісімура додав дошку /бідність/,, яка позначала кожну публікацію фразою tensai kinshi . Це змусило багатьох користувачів відмовитися від інших дощок заради цієї дошки.
У березні 2014 року Воткінс зробив пріоритетом боротьбу з «піратством» 5channel сторонніми сайтами matome, додавши tensai kinshi до багатьох популярних дощок. Такі сайти перекачують користувачів із самого 2channel, а деякі отримують понад 100 мільйон переглядів сторінок на місяць; в одному випадку сайт Matome заробляв своєму власнику ¥300,000 на місяць. Воткінс продовжив зміну правил, обмеживши доступ до даних 2channel у березні 2015 року, вимагаючи, щоб автори спеціальних браузерів використовували спеціальний API для доступу до даних потоку 2channel, а пізніше 5channel. 10 липня 2023 року Jane, компанія, яка надала сервер 5channel API, припинила свою службу 5channel API, таким чином припинивши підтримку кількох програм для сайту. Деякі браузери, включно з Jane's, замінили підтримку 5channel іншим анонімним текстовим сайтом під назвою Talk.

### Феномен

#### Денса Отоко
Денса Отоко — це японська франшиза, яка складається з фільму, телесеріалу, манги та інших засобів масової інформації, усі вони засновані на нібито реальній історії про 23-річного чоловіка, який втрутився, коли п'яний чоловік почав переслідувати кількох жінок у поїзді. Зрештою чоловік починає зустрічатися з однією з жінок. Ця подія та наступні побачення чоловіка з жінкою, про які йдеться на 2channel, безпосередньо надихнули франшизу. Обговорюється питання про те, чи правдива оригінальна історія 2channel.:27

#### Shift_JIS арт
2channel і його наступники, будучи текстовими панелями, не можуть розміщувати на них зображення. Однак користувачі обходять це, публікуючи більш виразну форму ASCII арт: Shift_JIS art. Нижче наведено невеликий зразок:

#### Політична активність
2channel та інші вебсайти з «chan» у назві відомі активністю своїх користувачів з різних причин.

## Суперечки

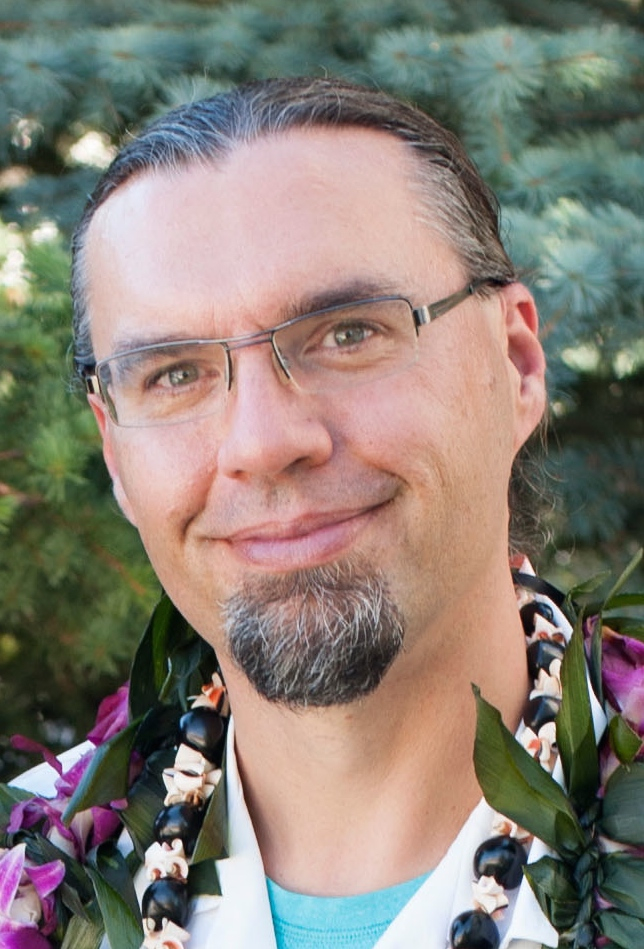
У 2006 році Дебіто Арудоу виграв вирок ¥1,100,000 єн за наклеп проти 2channel після того, як Нісімура відмовився видалити дописи, у яких Арудоу називали білим расистом.

### Наклеп і правові питання
Під час правління Хіроюкі він часто відкрито зневажав японське законодавство, особливо щодо наклепу, і його обов'язок дотримуватися його, сказавши Йоміурі Сімбун у березні 2007 року:
 
До травня 2008 року Нісімура програв понад п'ятдесят позовів про наклеп у японських цивільних судах і отримав мільйони доларів штрафу; до серпня, за його словами, він отримав більше сотні позовів. Хоча згідно з офіційними сторінками вебсайту, наклеп був заборонений, активісти, такі як Дебіто Арудоу, стверджували, що сайт фактично не відповідав на запити видалити повідомлення в його справі, повертаючи пошту нерозкритою. Після переходу до Packet Monster Inc. Арудоу, який досі не отримав жодного штрафу за рішенням суду, написав у своїй статті, що Нісімура передав свої активи лише для того, щоб посилити свою «беззвітність». Хоча на той момент Нісімура ніколи не виплачував жодної компенсації, призначеної судами у його справах, у 2010 році один із його позивачів домігся отримання компенсації через видавця однієї з книг Нісімури.

### Кримінальні оголошення
Оголошення злочинів (犯行予告) були регулярним явищем на 2channel, включно з масовими самогубствами та вбивствами. Після інциденту в Неомугічі 2000 року, під час якого автобус викрав чоловік, який писав на 2channel, поліцейські почали регулярно перевіряти 2channel; таке стеження лише посилилося після того, як Акіхабара також оголосив про свій напад у 2008 році на 2channel. Колишній начальник столичної поліції Токіо Татесі Хігуті назвав це місце «лігвом беззаконня». Однак, згідно з The Japan Times, 2channel співпрацював із поліцією в минулому, щоб допомогти їм у спійманні злочинців, які використовували 2channel, надаючи поліції їхні IP-адреси, за якими визначали їх місцезнаходження.
Подібні повідомлення про злочини залишаються проблемою на 5channel: було припущення, що людина, яка здійснила підпал Kyoto Animation, попередньо попередила про злочин на 5channel.

### Ультраправий націоналізм і антикорейська мова ненависті
2channel, з його величезним розміром і анонімними дописами, багатий на наклепи, мову ворожнечі і дифамацією проти громадських діячів, установ і етнічних меншин. Ультраправі користувачі 2channel називаються нетто-уйоку, термін, приблизно аналогічний «альтернативному правому». Хоча на сайті діють правила, які забороняють публікації, незаконні згідно із законодавством Японії, масштаб і анонімний характер сайту ускладнюють оперативне видалення на практиці. Крім того, іноді 2channel звинувачували в небажанні видаляти наклепницькі пости.:676 Дискусійні дошки також часто використовуються для координації реальних демонстрацій; наприклад, у серпні 2011 року користувачі 2channel організували мітинг проти Fuji Television, скаржачись на те, що канал транслює занадто багато корейських телешоу. У 2018 році компанія Санкей Сімбун повідомила, що 5channel, який отримав більшість користувачів 2channel, має таку ж репутацію залучення нетто-уйоку.
2channel netto-uyoku часто роблять расистські коментарі проти корейців. У 2009 році навіть було виявлено, що співробітник Асахі Сімбун опублікував расистські висловлювання на адресу корейців на 2channel. Після землетрусу та цунамі в Тохоку 2011 року на каналі 2channel поширилися фейкові новини, які неправдиво звинувачували китайців і корейців у «пограбуванні» евакуаційних центрів.

## Технології
2channel працював на програмному забезпеченні форуму, яке вважалося інноваційним на момент його заснування, спочатку написане самим Хіроюкі, але пізніше було замінено завдяки колективним зусиллям його користувачів, які розуміються на Unix; програмне забезпечення відоме як read.cgi. Це був серйозний відхід від Usenet; однак у порівнянні з іншими японськими текстовими панелями того часу, такими як Amezou, формат 2channel мало чим відрізнявся.
Теми дощок у програмному забезпеченні Textboard впорядковано за часом останнього повідомлення, тому створення допису призведе до «вибуху» (上げ, вік) нитка до верхньої частини індексу дошки. Однак під час публікації в ланцюжку користувачі можуть використовувати функцію, відому як sage, щоб уникнути зіткнення з ланцюжком таким чином. Часто плакати використовують sage спеціально, щоб уникнути небажаної уваги.

### Великі відключення

#### 2010—2011 Корейський DDoS
У відповідь на расизм щодо корейців із боку користувачів 2channel, особливо проти Юни Кім, спортсмена, який переміг Японію на Олімпійських іграх у Ванкувері 2010 року, сайт зазнав тривалого збою в березні 2010 року через розподілену атаку на відмову в обслуговуванні (DDoS), здійснену корейською хакерською групою. Атака на Pacific Internet Exchange LLC Джима Воткінса також торкнулася інших сайтів у спільній мережі, включно з деякими, що належать урядовим установам США; оцінюється в US$2,5 мільйона. Воткінс звернувся до американського уряду з проханням розслідувати подію як випадок «кібертероризму»; за його словами, спорадичні DDoS-атаки корейців тривали у 2011 році.

#### 2015 8chan DDoS
Починаючи з 8 січня 2015 року, 8chan, який також належить Джиму Воткінсу та розміщений у мережі NT Technology, Inc., зазнав збою через DDoS-атаку. Через атаку 2ch.net, який тоді належав Воткінсу, але ще не працював під назвою 5channel, також вийшов з ладу. Атаки на дошки оголошень тривали принаймні до 13 січня, що призвело до того, що «багато користувачів 2channel розлютилися на керівництво».

## Вплив на суспільство
Ліза Катаяма, Wired (2008)
У вересні 2007 року середній показник 2channel перевищував 2,4 мільйонів дописів на день. Станом на липень 2020 року 5channel мав 1031 дошку, яка отримала приблизно 2,7 мільйонів дописів на день у вихідні без зростання з березня 2016 року. Тим часом у 2ch.sc тоді було 826 дощок, які щодня отримували близько 5700 публікацій. Завдяки своїй популярності 2channel та його наступники мали значний вплив на японське суспільство.

### Дитяче використання 2channel
Використання таких сайтів, як 2channel, неповнолітніми викликає серйозне занепокоєння в Японії. Деякі дитячі пошукові сайти, як-от уже неіснуючий Kids Goo (яп. キッズgoo), фільтрували текстові панелі, як-от 2channel. У Токіо місцева постанова вимагає, щоб інтернет-провайдери розробили фільтри, щоб запобігти доступу неповнолітніх до сайтів, які можуть зашкодити «здоровому вихованню [їхньої молодості]»; вони також повинні підтвердити перед встановленням підключення, чи проживають у домогосподарстві неповнолітні.
Незважаючи на це, постачальник вебфільтрів Net Star у лютому 2007 року оприлюднив результати опитування, яке показало, що рівень використання 2channel для учнів початкової та середньої школи становив 12,2 %. У відповідь на повідомлення на 2channel про певні школи, які призводять до кібербулінгу, Міністерство освіти у 2008 році випустило 65-сторінковий посібник для вчителів і батьків про те, як вирішити цю проблему. Занепокоєні популярністю 2channel серед дітей і підлітків, команда викладачів дитячої освіти з Університету Рюкю у 2009 році опублікувала статтю, в якій містить рекомендації для законодавців щодо того, як приборкати таке використання.
У лютому 2020 року Нісімура сам написав статтю в Ніккан Коґьо Сімбун, попереджаючи батьків про небезпеку дозволу своїм дітям безперешкодного доступу до сайтів соціальних мереж, таких як YouTube і 2channel.

### Політики і 2channel
Кан Наото, майбутній прем'єр-міністр, який тоді був членом Національного парламенту, 10 травня 2000 року надіслав офіційне повідомлення з вимогою до 2channel видалити допис, який хтось неправдиво видавав за нього.
Після президентських виборів Ліберально-демократичної партії у 2007 році прем'єр-міністр Таро Асо заявив в інтерв'ю Fuji TV, що він іноді публікує пости на 2channel. Упродовж кожного виборчого сезону на 2channel часто публікувалися дописи підтримки постійних кандидатів Матайосі Ісуса та Мака Акасаки, перетворюючи їх на щось на кшталт мему, подібного до повторних кандидатур Vermin Supreme у Сполучених Штатах. Після більш ніж десяти невдалих кандидатур на різні політичні посади, включно з губернатором Токіо, Акасака врешті-решт був обраний до Токійської столичної асамблеї, представляючи Мінато, у квітні 2019 року. Асахі Сімбун назвав популярність Акасаки в Інтернеті за те, що допомогла йому здобути несподівану перемогу.

### 2channel у ЗМІ
Японські інформаційні організації часто покладалися на 2channel, щоб визначити проблеми, про які думає громадськість, і знайти потенційних клієнтів. Проте ЗМІ часто відгукуються про це негативно:23 подібно до того, як він розповідав про культуру отаку десять років тому, до того, як вона стала мейнстрімом, навіть незважаючи на те, що сучасні інтернет-тенденції регулярно прослизають в інші ЗМІ. Фраза «онлайн-дошка оголошень каже» (インターネットの掲示板で), коли він використовується у звітах, може стосуватися або 2channel, або інших форумів. Рухи, породжені 2channel, часто привертають увагу ЗМІ, відзначаючи, як методи активістів 2channel ламають суспільно-нормативну поведінку та спричиняють тиск через величезну чисельність.:25 Крім цього, дописи на 2channel часто були основою для повідомлень ЗМІ в Японії.:25,32,35
У телепрограмах навіть були присутні модератори та користувачі 2channel. Комік Хікарі Ота, наприклад, критикував Нісімуру під час дискусії на Sandējapon Токійської телерадіомовної системи про ідеальні межі свободи самовираження у застосуванні до соціальних мереж.
Журнал Сьокун! під час своєї діяльності вів колонку, відому як Kōjimachi Denmō Sokkōjo, яка ділила «патріотичні» дописи на 2channel. Віклі Бунсюнь (週刊文春, опублікований Bungeishunjū), тим часом критикували за те, що його вважали надмірно прихильним до 2channel і занадто покладалися на його публікації у своїх звітах.

## Виноски

### Пояснювальні записки
1. 1 2 3  2ch.sc calls itself 2ちゃんねる, just as the former 2ch.net did. When it is necessary to differentiate 2ch.net from 2ch.sc in Japanese, the form 2ちゃんねる (2ch.sc) is often used.[15]
2. 1 2  2channel, and other sites like it, are called keijiban (掲示板) in Japanese. This word literally translates to «bulletin board», but in English, that word only refers to older text-based systems, not web bulletin boards like 2channel. Therefore, the correct translation is «textboard» in English.
3. 1 2 3 4 5 6  These statistics are self-reported.
4. ↑  The full name of the law, Act No. 94 of 1991, is An Act Concerning Special Provisions for the Narcotics and Psychotropics Control Act, etc. and Other Matters for the Prevention of Activities Encouraging Illicit Conducts and Other Activities Involving Controlled Substances through International Cooperation (国際的な協力の下に規制薬物に係る不正行為を助長する行為等の防止を図るための麻薬及び向精神薬取締法等の特例等に関する法律).
5. ↑  The service received the nickname maru (досл. circle) on account of the fact that users of it could signal their support of 2channel by attaching a „●“ to their post in the name field, which other users could not do.[48]
6. 1 2  2channel threads were encoded in a quasi-open standard known as ".dat". 5channel's official documentation includes examples.
7. ↑  Gala is a division of Dentsu.
8. ↑  Similar to the boards on the sites it inspired, like 4chan's /pol/, boards on 2channel are, by convention, referred to by the ends of their URLs.
9. ↑  "More expressive", here, is used in the sense that more art is possible with Shift_JIS art than would be possible with ASCII art due to the larger character set of the Shift_JIS encoding.